# Naruli
Naruli – wieś w Indiach położona w stanie Maharasztra, w dystrykcie Thane, w tehsilu Dahanu.
Według spisu ludności Indii z 2011 roku, w Naruli znajdują się 263 gospodarstwa domowe, które zamieszkuje 1398 osób.